# Abhazijska ciklama
Abhazijska ciklama (lat. Cyclamen coum subsp. caucasicum, sin. Cyclamen abchasicum) je vrsta višegodišnje biljke iz roda ciklama. Raste u šumovitim i grmovitim područjima Abhazije u Gruziji.

## Opis
Naraste u visinu od 10 do 20 centimetara. Listovi su otprilike dugi koliko široki, 5 – 6 centimetara. Na gornjoj površini imaju srebrnaste šare, dok je donja crvenkaste boje. Cvjetovi su dugi 15 – 20 milimetara, bijele su ili ružičaste boje. Na dnu svake latice nalazi se tamnoljubičasto obojeno mjesto. 

## Vanjske poveznice
- Fotografija abhazijske ciklame